# Othmar Zeidler
Othmar Zeidler (29. srpna 1850 Vídeň – 17. června 1911 Mauer bei Wien) byl rakouský chemik.
V roce 1874 Zeidler jako první syntetizoval dichlórdifenyltrichlóretán který se o 65 let později stal známý jako insekticid pod zkratkou DDT. Pod vedením Adolfa von Baeyer získal doktorský titul na univerzitě v Štrasburku.

## Práce
- Othmar Zeidler. Verbindungen ven Chlor mit Brom-und Chlorbenzol. Berichte der deutschen Chemischen Gesellschaft. 1874, s. 1180-1181. doi:10.1002/cber.18740070278.
- Beitrag zu Kenntnis der Verbindungen zwischen Aldehyden und aromatischen Kohlenwasserstoffen. Inauguraldissertation der philosophischen Fakulta der Universität Straßburg iE, vorgelegt ven Othmar Zeidler aus Wien (Österreich) (Wien 1873)